# Joseph Fawtier
Joseph Fawtier est un homme politique français né le 28 mars 1801 à Nancy (Meurthe (département)) et décédé le 4 août 1866 à Nancy.
Préfet du Haut-Rhin en 1848, il est destitué à l'arrivée au pouvoir du prince-président, en décembre 1848. Il est élu député du Haut-Rhin lors d'une élection partielle, le 7 janvier 1849. Il siège à gauche.

## Sources
- « Joseph Fawtier », dans Adolphe Robert et Gaston Cougny, Dictionnaire des parlementaires français, Edgar Bourloton, 1889-1891 [détail de l’édition]